# Državna meja
Državna meja je črta, ki določa mejo teritorialnega območja jurisdikcije neke države. Državna meja je kopenska (tudi rečna) in morska meja ter območje tistih letališč in pristanišč, prek katerih poteka mednarodni promet.

## Definicije
Mejna črta je namišljena ali označena črta, ki po kopnem, morju, rekah in jezerih deli območje med državami in ni samo na površini zemlje ampak je tudi v zraku in pod zemljo.
Mejni prehod je kraj, ki je določen za kontroliran prehod državne meje.
V skladu s Schengenskim pravnim redom ločimo:
- zunanje meje držav članic Schengenskega območja in
- notranje meje kamor sodijo: kopenske meje (tudi reke in jezera), letališča namenjena notranim letom, morska, rečna in jezerska pristanišča namenjena trajektnim povezavam;
- tretja država je država, ki ni članica EU

## Evidenca državne meje
Evidenca državne meje je osnovna evidenca o mejnih točkah. Vsebuje podatke o šifri države, sektorju, tipu in legi mejnega znaka, oznako, koordinate v GK koordinatnem sistemu in sistemu sosednje države, morebitni oddaljenosti od mejne črte in razdalji do naslednjega mejnika. Podatki služijo za grafični prikaz poteka državne meje, za uskladitev podatkov zemljiškega katastra in RPE (Register prostorskih enot) z državno mejo.

## Slovenija in državna meja
Dolžina državne meje Slovenije znaša 1.382 km od tega je 921 km kopenske, 413 km rečne in 48 km morske meje.
Z Avstrijo meji v dolžini 330 km od tega je 251 km kopenske in 79 km rečne meje. Meja je bila določena s Saintgermainsko pogodbo (10.9.1919) in Avstrijsko državno pogodbo (15.5.1955).
Z Italijo meji v dolžini 280 km od tega je 201 km kopenske, 31 km rečne meje in 48 km morske meje. Meja je bila določena s Pariško mirovno pogodbo (10.2.1947), z Londonskim memorandumom (5.10.1954) in z Osimskimi sporazumi (10.11.1975).
Z Madžarsko meji v dolžini 102 km od tega je 89 km kopenske meje in 13 km rečne. Meja je bila določena s Trianonsko mirovno pogodbo (4.6.1920).
S Hrvaško meji v dolžini 670 km od tega 380 km kopenske in 290 km rečne meje. Meja še ni dokončno določena.

## Varovanje državne meje
Varovanje državne meje vključuje kontrolo gibanja oseb in blaga z namenom preprečevanja nedotakljivosti državne meje. Sem sodi nadzor meje kot dejavnost nadzora gibanja in mejna kontrola, ki se opravlja na mejnih prehodih.